# Salvador Breglia
Salvador Breglia (Caazapá, Paraguay, 15 de septiembre de 1935-Asunción, Paraguay, 17 de enero de 2014) fue un futbolista y director técnico paraguayo.

## Trayectoria como jugador
Breglia se inició en las divisiones inferiores del club 25 de enero, para luego pasar al Club Nanawa de su ciudad natal. Luego pasó al  Club Cerro Porteño, donde debutó a la edad de 16. Logró ganar varios campeonatos con Cerro y fue parte de la Selección de fútbol de Paraguay de 1960 a 1967.

## Como Director Técnico
Como Director Técnico dirigió a Cerro Porteño, Paranaense, Libertad, Sol de América, Sportivo Luqueño, Limpio y Teniente Fariña de Guarambaré. Breglia también formó parte del cuerpo técnico de la Selección Paraguaya en la Copa Mundial de Fútbol de 1986 previamente a ser primer ayudante de campo, fue técnico del mismo seleccionado en las categorías Sub-20 en el año 1985 y Sub-17 en el mismo año, si estoy equivocado buscar dichos materiales de sudamericanos de ambas especialidades más posible segundo ayudante de campo en el seleccionado Amateur años 1986 y 1987 este último en el torneo preolímpico disputado en Bolivia en ese mismo ejercicio, clasificatorio para las Olimpiadas de Seúl (Corea del Sur) en el año 1988.

## Palmarés

### Como jugador
| Título           | Club          | País     | Año  |
| ---------------- | ------------- | -------- | ---- |
| Primera División | Cerro Porteño | Paraguay | 1954 |
| Primera División | Cerro Porteño | Paraguay | 1961 |
| Primera División | Cerro Porteño | Paraguay | 1963 |
| Primera División | Cerro Porteño | Paraguay | 1966 |

### Como entrenador
| Título           | Club          | País     | Año  |
| ---------------- | ------------- | -------- | ---- |
| Primera División | Cerro Porteño | Paraguay | 1973 |
| Primera División | Cerro Porteño | Paraguay | 1977 |